# Piranet

## Présentation
Piranet est un plan gouvernemental français classé "confidentiel défense". Le plan d'intervention Piranet est un complément du plan de vigilance, de prévention et de protection Vigipirate en cas d'attaque sur les systèmes d’informations électroniques.
Il traite des infrastructures vitales des administrations. Celui-ci a débuté en 2004.

## Responsables
Jean-Paul Heraud est le représentant de la direction de l’administration pour Piranet.